# Laticilla
Genre
Laticilla est un genre de passereaux de la famille des Pellorneidae. Il se trouve à l'état naturel en Asie méridionale,.

## Liste des espèces
Selon la classification de référence du Congrès ornithologique international (version 8.1, 2018) :
- Laticilla burnesii (Blyth, 1844) — Prinia de Burnes, Laticille de Burnes
  - Laticilla burnesii burnesii (Blyth, 1844)
  - Laticilla burnesii nipalensis (Baral et al, 2007)
- Laticilla cinerascens (Walden, 1874) — Prinia des marais, Laticille des marais